# Дезінфекція
Дезінфе́кція, або знезара́жування — комплекс заходів, спрямованих на знищення у середовищі життєдіяльності людини збудників інфекційних хвороб (власне дезінфекція) та їхніх переносників — комах (дезінсекція) і гризунів (дератизація). Галузь медицини і, відповідно, наука, що займаються питаннями дезінфекції, називається «Дезінфектологія».
Об'єднання заходів з дезінфекції, дезінсекції та дератизації, під одним поняттям «дезінфекція» сталося давно. Головним їх спільним завданням є розрив механізму передачі збудників інфекцій на шляхах їх передачі, в яких беруть участь членистоногі та гризуни. Тому поняття «дезінфекція» охоплює три розділи: власне дезінфекцію (або знезаражування), що забезпечує усунення патогенних і умовно-патогенних мікроорганізмів, які є збудниками інфекцій, дезінсекцію, що забезпечує усунення членистоногих, які є переносниками інфекцій або збудниками інфекцій (коростяний кліщ), і дератизацію, що забезпечує усунення гризунів, які є переносниками або джерелом збудників інфекції

## Термінологія
У «Російсько-українському медичному словнику» 1920 року професора Корчак-Чепурківського максимально повно подавалася питома народна українська лексика або, в разі відсутності потрібних українських слів, терміни творилися із морфем української мови, максимально уникаючи запозичень. Але в 1930-ті роки з'явилися спеціальні бюлетені, у яких були надруковані цілі низки українських медичних термінів, що підпадали під заборону. Серед інших, з ужитку був вилучений і термін «знезаражування», який здавна використовувався для означення дезінфекції. Стилістично збагачена вже на той час українська медична національна лексика була повністю знекровлена і майже зникла з фахового спілкування.

## Дезінфекційні заходи
Дезінфекційні заходи поділяються на такі види:
- Профілактичні дезінфекційні заходи — заходи, що проводяться у житлових, виробничих, навчальних, санітарно-побутових та інших приміщеннях, будівлях і спорудах, на територіях населених пунктів, у місцях масового відпочинку населення та рекреаційних зонах, в інших можливих місцях розмноження переносників збудників інфекційних хвороб. Профілактичні дезінфекційні заходи проводяться ліцензованими суб'єктами господарської діяльності на підставі відповідних договорів з підприємствами, установами, організаціями незалежно від форм власності та громадянами;
- Поточні дезінфекційні заходи — заходи, що систематично проводяться у закладах охорони здоров'я, на об'єктах громадського харчування та на підприємствах харчової промисловості, у приміщеннях масового перебування людей (підприємства побутового обслуговування населення, навчальні та культурно-освітні заклади тощо), а також у житлових приміщеннях під час перебування в них інфекційних хворих чи бактеріоносіїв. Поточні дезінфекційні заходи проводяться по декілька разів на день залежно від епідемічної ситуації. Поточні дезінфекційні заходи проводяться працівниками відповідних підприємств, установ, організацій, а в жилих приміщеннях — хворими на інфекційні хвороби, бактеріоносіями, членами їх сімей тощо;
- Прикінцеві дезінфекційні заходи — заходи, що проводяться в осередку інфекційної хвороби після видалення з нього джерела інфекції. Заключні дезінфекційні заходи проводяться установами та закладами державної санітарно-епідеміологічної служби.

Порядок проведення профілактичних, поточних і прикінцевих дезінфекційних заходів встановлюється спеціально уповноваженим центральним органом виконавчої влади з питань охорони здоров'я з урахуванням особливостей збудників інфекційних хвороб, факторів передачі інфекції тощо.

## Методи дезінфекції
При проведенні дезінфекції використовують три основні методи: фізичний, хімічний та комбінований, за якого фізичні і хімічні методи знезаражування застосуються одночасно (наприклад, прання білизни в гарячій воді з милом).
- Фізичні методи дезінфекції проводять за допомогою механічних, термічних та променевих засобів.
  - Механічні засоби забезпечують видалення, але не знищення мікроорганізмів. Це чищення, протирання, миття, прання, витрушування, підмітання, провітрювання. При використовуванні пилотягів видаляється до 98 % мікроорганізмів. Вентиляція ефективна досить, коли її тривалість не менша, ніж 30–60 хв.
  - Термічні засоби ґрунтуються на застосуванні високих та низьких температур, а саме: гаряче повітря, водяна пара, кип'ятіння, пастеризація, спалювання, пропалювання, заморожування, висушування. Прасування білизни є дезінфікуючим засобом, але він діє здебільшого поверхнево. Замороження не спричинює загибелі мікроорганізмів, а приводить із часом до зменшення їх кількості. Висушування тривалий час приводить до загибелі великої кількості мікробів.
  - Променеві засоби знезаражування — це застосування сонячного світла, ультрафіолетових променів, радіоактивного випромінювання. Прямі сонячні промені згубно діють на багатьох збудників інфекційних захворювань. Проте цей метод залежить від пори року, погоди і він використовується, як допоміжний.

Ультрафіолетове опромінювання використовують для знезараження повітря в операційних, процедурних тощо. Для цього використовують бактерицидні лампи.
Радіоактивне випромінювання згубно діє на всі види мікроорганізмів та їх спори. Найчастіше іонізуючим випромінюванням у заводських умовах стерилізують інструмент для одноразового використання. В деяких випадках для дезінфекції використовують ультразвук.
- Хімічні методи дезінфекції широко застосовують на практиці. В основі їх лежить використання різних хімічних речовин, які вбивають мікроорганізми. Хімічні речовини мають різну дію на мікроорганізми:
  - бактерицидну[джерело?] — здатність вбивати бактерії;
  - бактріостатичну — пригнічують їх життєдіяльність;
  - віруліцидну[джерело?] — здатність вбивати віруси;
  - фунгіцидну — здатність вбивати грибки;

Серед хімічних дезінфікуючих засобів розрізняють засоби м'якої дезінфекції, які використовують для антисептичної обробки шкіри рук, одягу, білизни і засоби сильної дезінфекції, які використовують для знезараження дуже забруднених матеріалів (випорожнень, взуття, туалетів тощо).
До хімічних дезінфікуючих засобів належать:
- хлор і його сполуки (р-ни хлорного вапна, хлорамін….)
- галогени (спиртйод, йодонат, розчин Люголя….)
- окисники (перекис водню, перманганат калію….)
- феноли (фенол, лізол)
- спирти (етиловий, метиловий)
- альдегіди(формалін, формальдегід)
- кислоти, луги, барвники, солі важких металів та інші.

## Методи антисептики
Антисептика — комплекс заходів, які спрямовані на знищення мікробів у рані, в патологічному вогнищі або організмі загалом.
Розрізняють фізичні, механічні, хімічні та біологічні методи антисептики.
- Фізичні методи: їх суть полягає у створенні в рані несприятливих умов для розвитку бактерій і всмоктування токсинів та продуктів розпаду. Це забезпечується зовнішнім дренажуванням інфікованої рани тампонами, дренажами а також висушування ран за допомогою світлових та теплових процедур (опромінення солюксом, кварцом).
- Механічні методи включають прийоми, які спрямовані на якнайшвидше (в перші години) видалення з рани некротичних тканин, згустків крові, сторонніх тіл а разом з ними мікроорганізмів, що потрапили в рану (туалет рани).
- Хімічні методи забезпечують знищення мікробів у рані за допомогою різних антисептичних засобів. Антисептичні засоби мають бути бактерицидними або бактеріостатичними і не завдавати шкоди тканинам.
- Біологічні методи антисептики спрямовані на підвищення захисних сил організму і створення несприятливих умов для розвитку мікроорганізмів. До біологічних засобів належать: антибіотики, ферменти, імунні сироватки.